# 红洛格农村居民点 (安纳区)
红洛格农村居民点（俄语：Краснологское сельское поселение）是俄罗斯联邦沃罗涅日州安纳区所属的一个农村居民点。其下辖有2个居民点，行政中心为红洛格。据2016年统计，该农村居民点的人口为165人。